# Sarah Zadrazil
Sarah Zadrazil (Sankt Gilgen, Austria; 19 de febrero de 1993) es una futbolista austriaca. Juega como centrocampista para la selección de Austria, y para el Bayern de Múnich de la Bundesliga de Alemania.

## Clubes
| Club                   | País           | Año             |
| ---------------------- | -------------- | --------------- |
| USK Hof                | Austria        | 2009 - 2011     |
| FC Bergheim            | Austria        | 2010 - 2011     |
| Washington Spirit      | Estados Unidos | 2015            |
| FC Bergheim            | Austria        | 2016            |
| 1. FFC Turbine Potsdam | Alemania       | 2016 - 2020     |
| Bayern de Múnich       | Alemania       | 2020 - presente |

## Palmarés

### Títulos nacionales
| Título                         | Club          | País     | Año     |
| ------------------------------ | ------------- | -------- | ------- |
| Bundesliga Femenino            | Bayern Múnich | Alemania | 2020-21 |
| Bundesliga Femenino            | Bayern Múnich | Alemania | 2022-23 |
| Bundesliga Femenino            | Bayern Múnich | Alemania | 2023-24 |
| Supercopa de Alemania Femenino | Bayern Múnich | Alemania | 2024-25 |
| Bundesliga Femenino            | Bayern Múnich | Alemania | 2024-25 |
| DFB-Pokal Femenino             | Bayern Múnich | Alemania | 2024-25 |